# Dexter: Resurrection
Dexter: Resurrection este un serial de televiziune american, dramatic polițist, dezvoltat de Clyde Phillips. Este o continuare a serialelor Dexter: New Blood și Dexter, în care Michael C. Hall reia rolul lui Dexter Morgan alături de Uma Thurman, Jack Alcott, David Zayas, Ntare Mwine, Kadia Saraf, Dominic Fumusa, Emilia Suárez, James Remar și Peter Dinklage. A avut premiera pe 11 iulie 2025 pe Paramount+ with Showtime. Sezonul I este regizat de Marcos Siega (ep. 1–2, 5–6 și 9–10) și Monica Raymund (ep. 3–4 și 7–8).

## Premisă
La câteva săptămâni după New Blood, Dexter Morgan, care și-a revenit în mod miraculos după rana de pușcă aproape fatală, îl urmărește pe Harrison dispărut până în New York City, unde căpitanul Angel Batista din Miami este pe urmele lor.

## Distribuție

### Roluri principale
- Michael C. Hall ca Dexter Morgan
- Uma Thurman ca Charley
- Jack Alcott ca Harrison Morgan
- David Zayas ca Angel Batista
- Ntare Guma Mbaho Mwine ca Blessing Kamara
- Kadia Saraf ca detectivul Claudette Wallace
- Dominic Fumusa ca detectivul Melvin Oliva
- Emilia Suárez ca Elsa Rivera
- James Remar ca Harry Morgan
- Peter Dinklage ca Leon Prater

## Episoade
| Nr. | Titlu                            | Regizat de     | Scris de                            | Data difuzării    |
| --- | -------------------------------- | -------------- | ----------------------------------- | ----------------- |
| 1 | „A Beating Heart...”             | Marcos Siega   | Clyde Phillips & Scott Reynolds     | 11 iulie 2025     |
| Locuind acum în New York City și lucrând ca hamal la The Empire Hotel, Harrison Morgan cedează propriilor impulsuri întunecate și îl ucide pe Ryan Foster, un prădător sexual care încerca să o violeze pe Shauna care era beată. Dexter, după ce a supraviețuit împușcăturii, stă în comă timp de zece săptămâni, când diverse fețe din trecutul său îl împing să trăiască. La recuperarea sa fizică, Dexter este vizitat de Teddy Reed și Angel Batista. Cei doi dezvăluie că Angela, după ce a descoperit că Logan l-a împușcat pe Dexter în celula sa, și-a retras acuzațiile că acesta ar fi Măcelarul din Bay Harbor, cu un bilet de la Angela care sugerează că a făcut-o pentru a-l răsplăti pe Dexter pentru rezolvarea crimei prietenei sale, Iris. Crima lui Matt Caldwell a fost atribuită tatălui său, criminal în serie, în timp ce cea a lui Logan a fost considerată autoapărare. Cu toate acestea, Angel este acum suspicios în legătură cu vinovăția fostului său cel mai bun prieten în cazul măcelarului din Bay Harbor și îl declară legal pe Dexter în viață. După ce află despre crima comisă de Harrison, Dexter, încă într-o stare fizică slăbită, evadează din spital în căutarea fiului său.        |                                  |                |                                     |                   |
| 2 | „Camera Shy”                     | Marcos Siega   | Scott Buck                          | 11 iulie 2025     |
| Dexter investighează locul crimei și curăță dovezile cu stropii de sânge pe care Harrison le-a ratat. Dexter este pus de Pasagerul său Întunecat, sub forma lui Harry, să-și îndrume fiul, dar acesta este reticent în a-i da viața peste cap lui Harrison, preferând să-l protejeze de la distanță. Sub adevărata sa identitate, Dexter închiriază un apartament și cumpără o mașină, stabilindu-se în New York. Dexter întâlnește și se împrietenește cu un șofer de UrCar pe nume Blessing Kamara. În timp ce vorbește cu Blessing, află despre un criminal în serie numit Pasagerul Întunecat, care vizează șoferii de ridesharing. Dexter îl identifică pe criminal ca fiind Ronald „Red” Schmidt, dar alege să salveze viața următoarei victime a lui Red în loc să-l ucidă, o schimbare față de modul în care Dexter a operat în trecut, deoarece acum îi pasă de alți oameni. După dispariția lui Dexter, Angel încearcă să-l găsească cu ajutorul lui Teddy. Bântuit de crimele sale, Harrison vinde camioneta lui Dexter, pe care încă o deține. |                                  |                |                                     |                   |
| 3 | „Backseat Driver”                | Monica Raymund | Nick Zayas                          | 18 iulie 2025     |
| Munca lui Dexter ca șofer de UrCar are un început dificil, lucru pe care Blessing îl ajută să-l remedieze. Dexter face acupunctură cu fiica lui Blessing, Joy, care îi redă puterile, în timp ce Dexter comandă noi instrumente de ucidere de pe internet. Angel află de la Teddy că Dexter este în New York City și îi anunță pe Joey Quinn și Vince Masuka că se retrage din poliție pentru a urmări ceva. Harrison continuă să se apropie de colega sa, Elsa, dar devine principalul suspect în uciderea lui Foster. În loc să mărturisească, Harrison dezvăluie că a locuit în camere goale cu ajutorul Elsei ca alibi. Dexter reușește să-i întindă o capcană lui Red, prezentându-se ca următoarea victimă a Pasagerului Întunecat și află că Red este supărat pentru că tatăl său, șofer de taxi, și-a pierdut locul de muncă și s-a sinucis din cauza ridesharing-ului. Înainte ca Dexter să-l ucidă și să-i ardă cadavrul, Red dezvăluie că a fost invitat la o cină pentru criminali în serie, la care Dexter decide să participe în locul lui Red. |                                  |                |                                     |                   |
| 4 | „Call Me Red”                    | Monica Raymund | Alexandra Franklin & Marc Muszynski | 25 iulie 2025     |
| Dându-se drept Red, Dexter se întâlnește cu Leon Prater, un investitor de capital de risc care conduce o societate secretă de criminali în serie și are o colecție mare de trofee care îi celebrează pe criminali în serie infami, inclusiv pe Arthur Mitchell, Brian Moser și Dexter însuși. Dexter se simte atras de grup, se împrietenește cu Mia Lapierre, o criminală în serie care vizează prădătorii sexuali care scapă de justiție după violul și uciderea surorii sale. Dexter îl ucide mai târziu pe Lowell pentru a salva următoarea sa victimă. Inspirat de Prater, Dexter își reia practica de a colecta trofee pe lamele de sânge. Angel ajunge în oraș și încearcă fără succes să-l convingă pe Harrison să-i spună ce știe despre activitățile lui Dexter. Aflând de uciderea lui Foster, Angel își oferă ajutorul NYPD, dar nu le spune suspiciunile sale despre Harrison, hotărât să-l prindă pe Dexter și simpatizând cu Harrison. Harrison continuă să se lupte cu vinovăția cauzată de uciderea lui Foster, culminând cu faptul că aproape s-a predat poliției după ce a întâlnit-o pe Angel și a fost respins când a încercat să o sărute pe Elsa, dar Dexter i se dezvăluie lui Harrison și îl oprește. |                                  |                |                                     |                   |
| 5 | „Murder Horny”                   | Marcos Siega   | Katrina Mathewson & Tanner Bean     | 1 august 2025     |
| Dexter se reunește cu Harrison, care dezvăluie că Batista îl urmărește pe Dexter și își exprimă vinovăția, dar este reticent să-și primească tatăl înapoi în viața sa. Harrison continuă să se lupte cu vinovăția sa față de uciderea lui Ryan și față de faptul că este suspect în anchetă. Dexter petrece mai mult timp cu Mia și se gândește să-i dezvăluie adevărul despre identitatea sa, iar Mia îi sugerează să colaboreze la o crimă. Cu toate acestea, Dexter descoperă că Mia este la fel de depravată ca ceilalți criminali în serie pe care îi vânează, vizând pe oricine atunci când simte nevoia să ucidă. Incapabil s-o omoare pe Mia fără să atragă atenția asupra sa, Dexter o prinde în timp ce Mia este pe cale să-și ucidă următoarea victimă și face să cadă vina pe ea pentru uciderea lui Ryan. Prater îi ordonă lui Charley să se ocupe de Mia, iar ea îi promite Miei că șederea ei în închisoare va fi confortabilă și scurtă. Dexter se deschide în cele din urmă față de fiul său și promite să nu mai încerce să-l modeleze pe Harrison după el, iar cei doi încep să-și reconstruiască relația.                                                                                                  |                                  |                |                                     |                   |
| 6 | „Cats and Mouse”                 | Marcos Siega   | Kirsa Rein                          | 8 august 2025     |
| 7 | „Course Correction”              | Monica Raymund | Format:WritingCredits               | 15 august 2025    |
| 8 | „The Kill Room Where It Happens” | Monica Raymund | Format:WritingCredits               | 22 august 2025    |
| 9 | „Touched by an Ángel”            | Marcos Siega   | Format:WritingCredits               | 29 august 2025    |
| 10 | „And Justice For All...”         | Marcos Siega   | Format:WritingCredits               | 5 septembrie 2025 |

## Premiera
Dexter: Resurrection a avut premiera pe Paramount+ with Showtime pe 11 iulie 2025, cu primele sale două episoade.